# Francesco Parravano
Francesco Parravano, né le 17 décembre 2000 à Sora, est un coureur cycliste italien.

## Biographie
Francesco Parravano commence le cyclisme durant son enfance sous l'impulsion de son père, qui lui transmet la passion du vélo. Originaire du Latium, il se définit avant tout comme un bon grimpeur,. Il a aussi suivi des études dans le domaine de l'éducation physique à l'université de Cassino. 
Dans les catégories de jeunes, il se classe notamment neuvième du championnat d'Italie sur route espoirs en 2020, ou encore dixième du Giro del Belvedere en 2021. Il obtient également une victoire et plusieurs tops dix chez les élites amateurs en 2023, sous les couleurs du Team Aran Cucine Vejus.
En 2024, il réalise sa meilleure saison au niveau amateur avec six succès et de nombreuses places d'honneur. Après ses performances, il devient stagiaire au sein de la structure Corratec-Vini Fantini. Il n'est toutefois pas retenu pour passer professionnel dans cette équipe. Francesco Parravano décroche néanmoins un contrat avec la formation continentale MG.K Vis Costruzioni e Ambiente. 
Au printemps 2025, il remporte le Grand Prix Santa Rita, organisé sur un parcours escarpé. C’est sa première victoire acquise sur une course inscrite au calendrier de l'UCI.

## Palmarès et résultats

### Par année
- 2018
  - 3e du Gran Premio Pretola
- 2021
  - 3e de la Coppa Ciuffenna
- 2023
  - Trofeo SS Addolorata
  - 2e du Grand Prix de la ville de Montegranaro
  - 2e du Giro dell'Alto Abruzzo
  - 3e de la Coppa San Sabino
- 2024
  - Mémorial Maurizio Bresci
  - Trofeo Comune di Sarnano (contre-la-montre)
  - Trophée de la ville de Malmantile
  - Grand Prix de la ville de Montegranaro
  - Mémorial Silvano Torresi
  - Gran Premio Chianti Colline d'Elsa
  - 2e du Grand Prix San Giuseppe
  - 3e du Trofeo Comune di Capraia
  - 3e du Mémorial Daniele Tortoli
  - 3e du Gran Premio Lari Città della Ciliegia
  - 3e du Trofeo SS Addolorata
- 2025
  - Grand Prix Santa Rita

### Classements mondiaux
| Année           | 2020   | 2021   | 2022 | 2023   | 2024   |
| --------------- | ------ | ------ | ---- | ------ | ------ |
| UCI Europe Tour | 1 477e | 1 774e |      | 1 496e | 1 206e |